# Dompte-venin de Russie
Vincetoxicum rossicum
Espèce
Classification phylogénétique
Le dompte-venin de Russie (Vincetoxicum rossicum) est une espèce de plante à fleurs de la famille des Apocynacées (autrefois Asclépiadacées).